# Schrannenhalle (München)

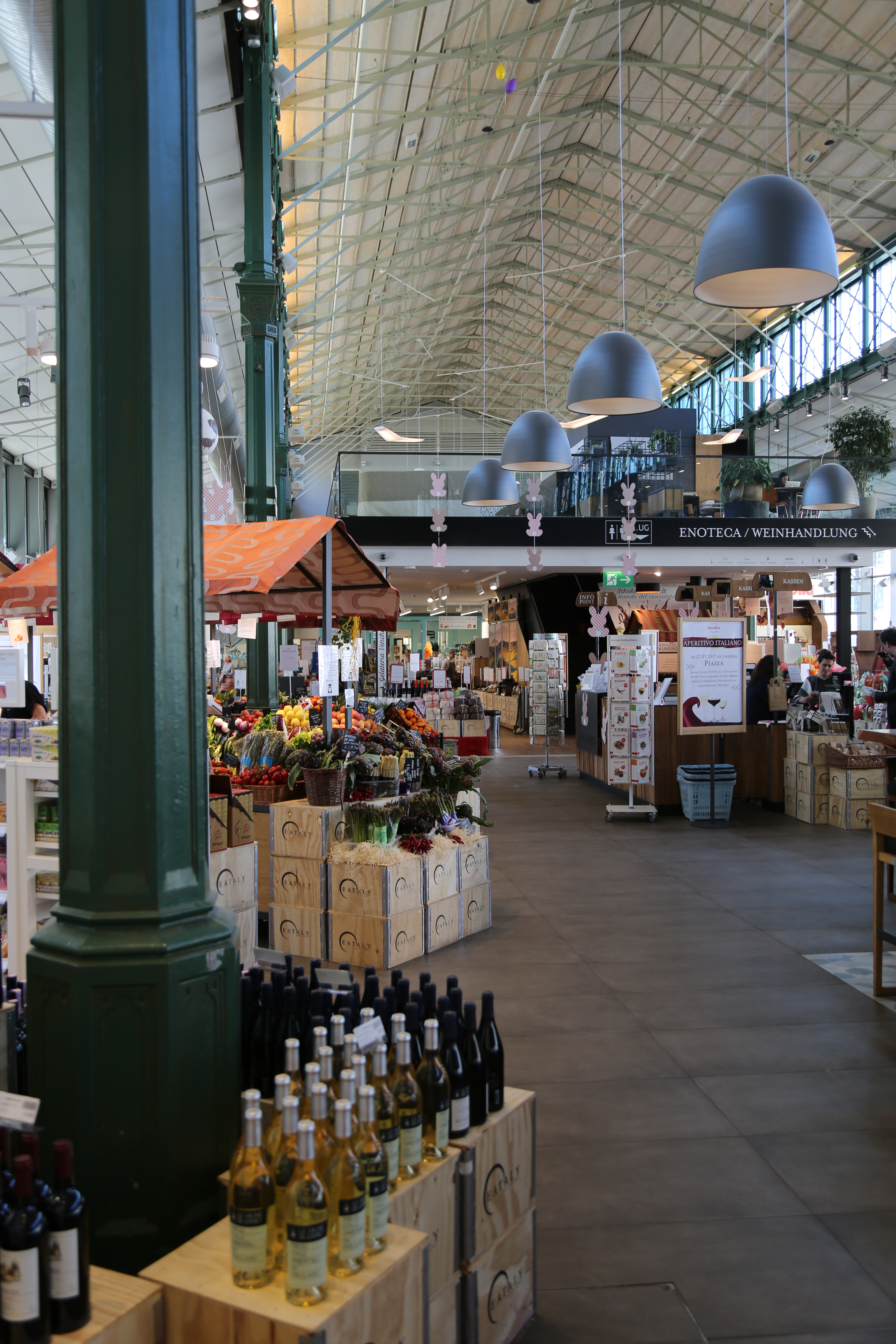
Blick in die Halle 2017

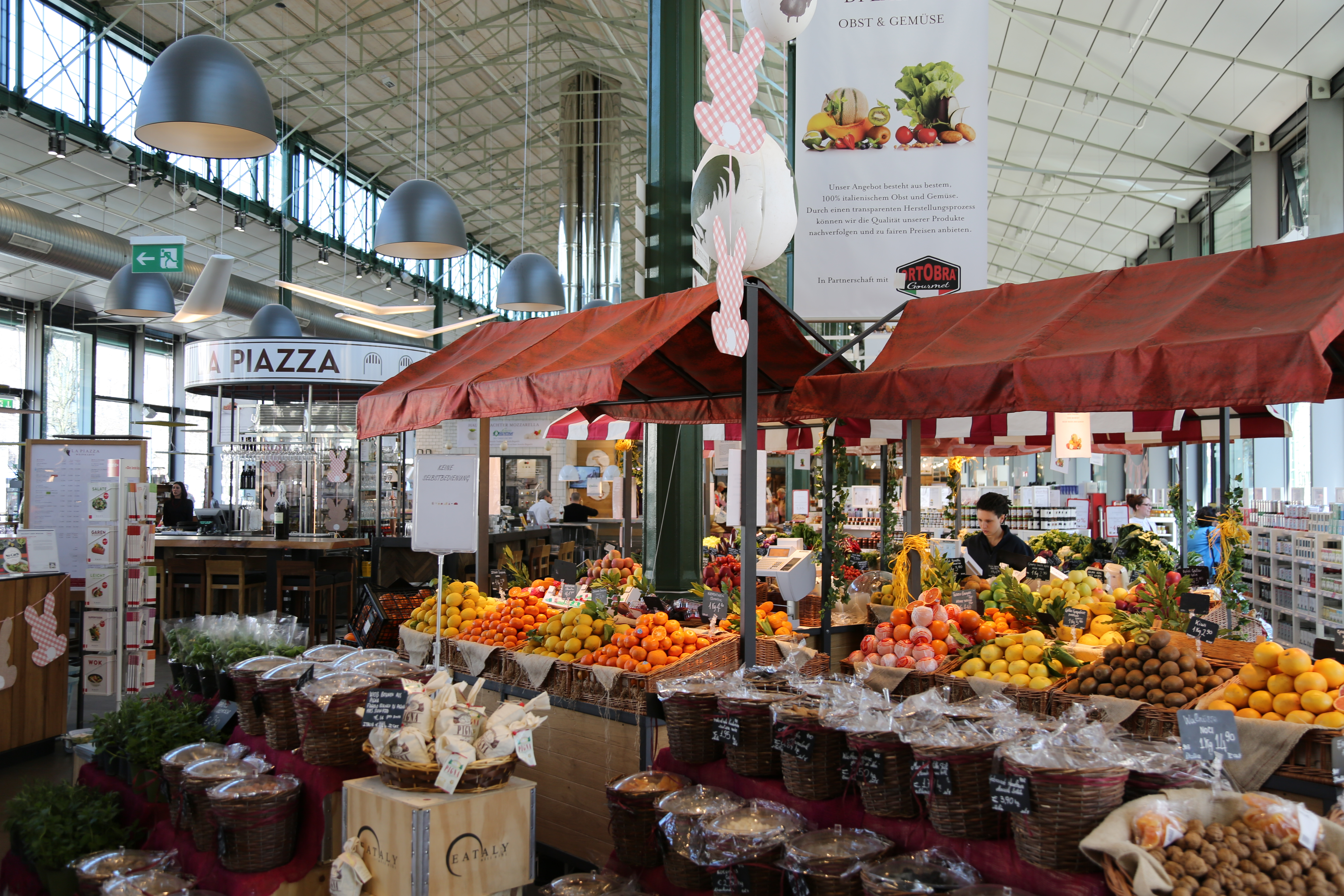
Frischwaren

Die Schrannenhalle in München wurde von 1851 bis 1853 von Karl Muffat als Getreidehalle am Rande der Altstadt nahe dem Viktualienmarkt errichtet. Sie war der erste Bau in Eisenkonstruktion in München. Der offizielle Name war Maximilians-Getreide-Halle, das volkstümliche Schranne bezeichnete damals einen Getreidemarkt.
Die Halle wurde im frühen 20. Jahrhundert demontiert und von 2003 bis 2005 an der alten Stelle wiederaufgebaut. Nach mehreren Betreiberwechseln befindet sich seit Ende November 2015 die erste deutsche Filiale der italienischen Feinkostkette Eataly in dem Bau.

## Lage
Die Halle erstreckt sich entlang der ehemaligen Münchner Stadtbefestigung, parallel zum hier als Blumenstraße geführten Altstadtring. Südwestlich des Gebäudes, getrennt durch einen kleinen gepflasterten und ungenutzten Platz, befindet sich der Hochbunker Blumenstraße. Westlich befindet sich der Sebastiansplatz sowie daran anschließend der Sankt-Jakobs-Platz mit dem Jüdischen Zentrum München und dem Stadtmuseum.

## Geschichte

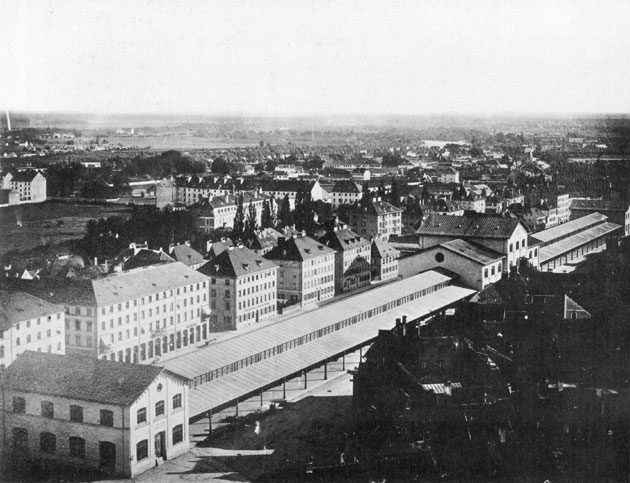
Die ursprüngliche Größe der Schrannenhalle, 1858

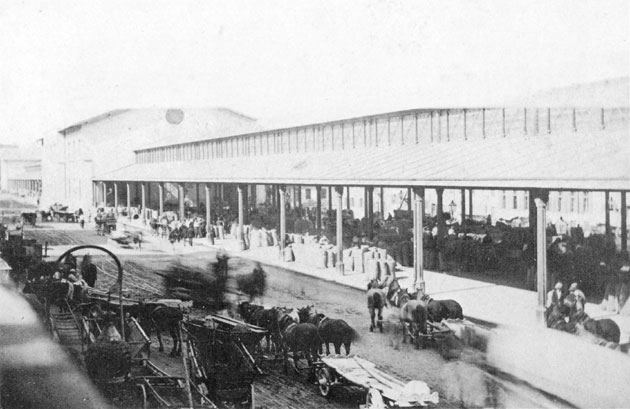
Die Konstruktion noch ohne Glaswände

Bis zum Bau der Schrannenhalle fand der Münchner Getreidemarkt auf dem Marienplatz statt, der bis 1854 noch Schrannenplatz hieß. Da dessen Fläche für den Markt mit Groß- und Einzelhandelsfunktion zu klein wurde, wurde für ihn die neue Halle erbaut.
Die Schrannenhalle hatte eine Länge von 430 Metern. Sie bestand aus Gusseisenträgern und einem Dach mit angesetzten Oberlichtern. Zunächst waren die Seiten offen, erst 1871 wurden sie mit Glas versehen. Die Konstruktion aus Glas- und Eisenmaterial galt als technisches Meisterwerk.
Gegen Ende des 19. Jahrhunderts ging der Getreidehandel in der Schrannenhalle immer mehr zurück. Schon seit der Eröffnung wurde die weite Entfernung der Halle zum Bahnhof kritisiert – der größte Teil des Getreides wurde damals mit der Bahn transportiert. 1912 wurde der Großhandel in die neue Großmarkthalle am Südbahnhof verlegt. Zwischen 1914 und 1927 wurden Teile der Halle demontiert. 1932 ging ein weiterer Teil durch einen Brand verloren. Übrig blieb nur noch der Freibank (der Name stammt von einem dort stattfindenden billigen Fleischverkauf) genannte nördliche Kopfbau.

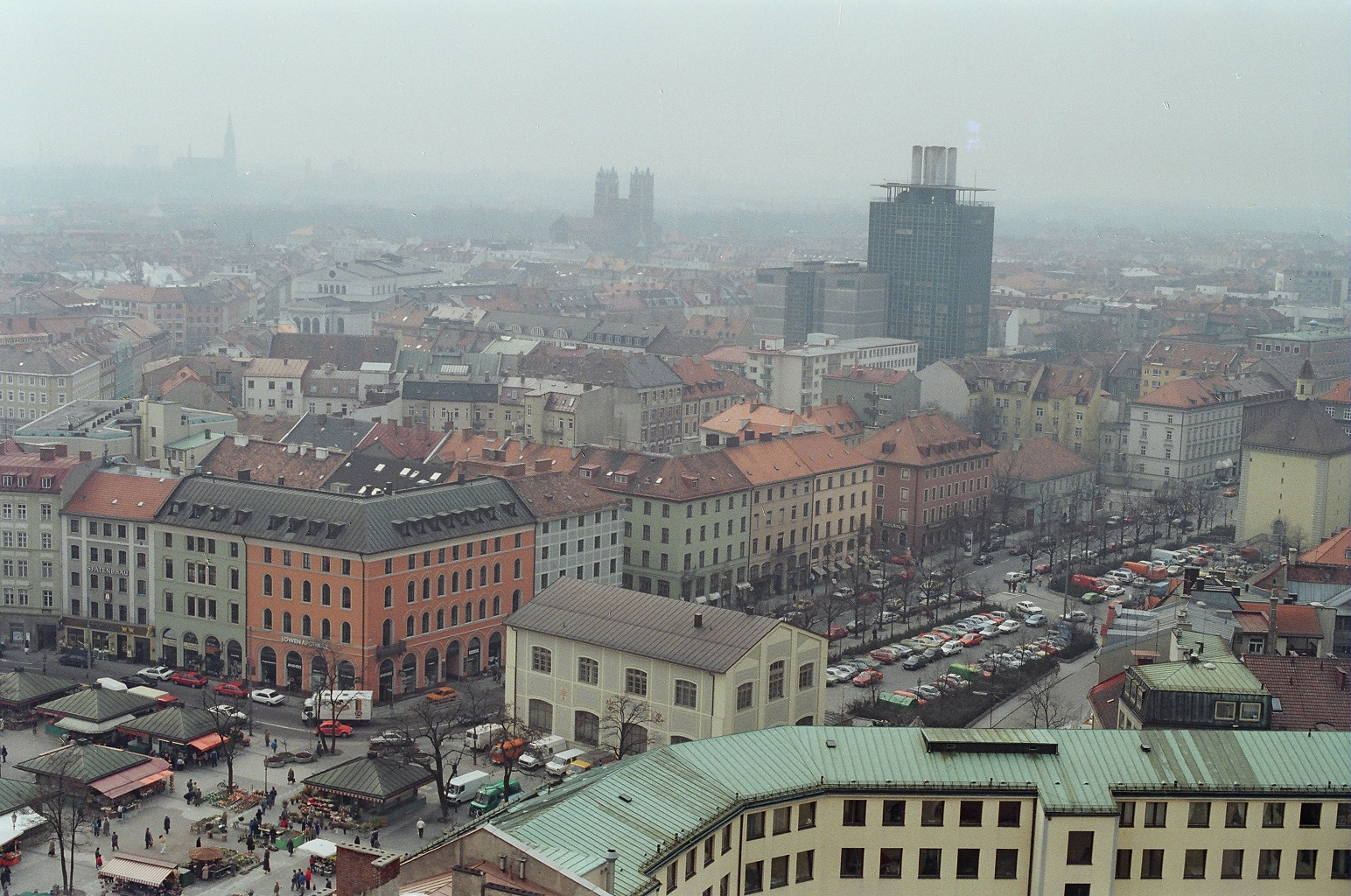
Parkplatz an der Stelle der Schrannenhalle im Jahr 1987

Ein Teilstück der Schrannenhalle blieb jedoch erhalten, denn ein 110 Meter langer Bauabschnitt landete beim Gaswerk Moosach der Stadtwerke München in der Dachauer Straße als Lagerhalle, und geriet über 50 Jahre in Vergessenheit. 1978 erkannte der Architekt und Stadthistoriker Volker Hütsch durch Zufall, welcher architektonische „Schatz“ da bei den Gaswerken verborgen war. 1980 ergab ein Gutachten der Technischen Universität München (TUM), dass ein Wiederaufbau möglich sei. Daraufhin beschloss der Münchner Stadtrat noch im selben Jahr, die Schrannenhalle am Originalstandort, der bis dahin als Parkplatz genutzt wurde, wieder aufzubauen.
Die Umsetzung des Beschlusses dauerte rund 25 Jahre, da über lange Zeit kein Betreiber der Halle gefunden wurde, zudem gab es Proteste wegen des Verlustes der Parkplätze in der Innenstadt und später auch gegen die Fällung der Bäume rund um den Parkplatz.

## Wiederaufbau
Der Wiederaufbau erfolgte auf Grundlage eines Erbbaurechtsvertrags der Stadt mit der DBVI GmbH & Co Schrannenhalle KG, einer Tochter der Deutsche Beamtenvorsorge Immobilien Holding AG (DBVI). Nach langen Diskussionen und Verzögerungen, zuletzt im März 2003 mit einer mehrtägigen Protestaktion gegen die Fällung der Bäume, wurde die Schranne ab Juli 2003 wieder aufgebaut. Die Qualität der architektonischen Gestaltung des Wiederaufbaus und des neu errichteten südlichen Kopfbaus wurde in der Öffentlichkeit diskutiert. Nach Konzepten zur Wiedererrichtung beziehungsweise zum Umbau und Erweiterungsbauten der Architekten Ackermann und Partner folgten Entwürfe des Wiener Architekten Stefan A. Schumer, welche nach politischen Auseinandersetzungen zwischen Erbbaurechtgeber (Landeshauptstadt München) und Erbbaurechtnehmer (Deutsche Beamtenvorsorge Immobilienholding AG) als nicht planungskonforme Ausführungen eingestuft wurden und so zu weiteren Verzögerungen führten.
Der historische Kopfbau wurde gleichzeitig umgebaut und als bayerisches Speiselokal von Hacker-Pschorr geführt.

### 2005
Die Eröffnung fand am 5. September 2005 statt. In die neue Halle zogen zahlreiche kleinere Geschäfte, Handwerker sowie Gastronomie ein. Außerdem gab es Kultur- und Unterhaltungsveranstaltungen in der Schrannenhalle. Im Untergeschoss des Gebäudes befinden sich außerdem Räume, die für Veranstaltungen und als Diskothek genutzt wurden.
Durch die öffentliche Finanzierung des Bauvorhabens waren die dort ausgetragenen Veranstaltungen mit einem öffentlichen Kulturauftrag verbunden. Dieser Sachverhalt führt unter anderem zu Konflikten bei der Nutzung des Untergeschosses. Am 10. Dezember 2008 stellte das Amtsgericht München die Betreibergesellschaft Münchner Schrannenhallen GmbH unter vorläufige Insolvenzverwaltung und eröffnete am 1. März 2009 über deren Vermögen das Insolvenzverfahren.

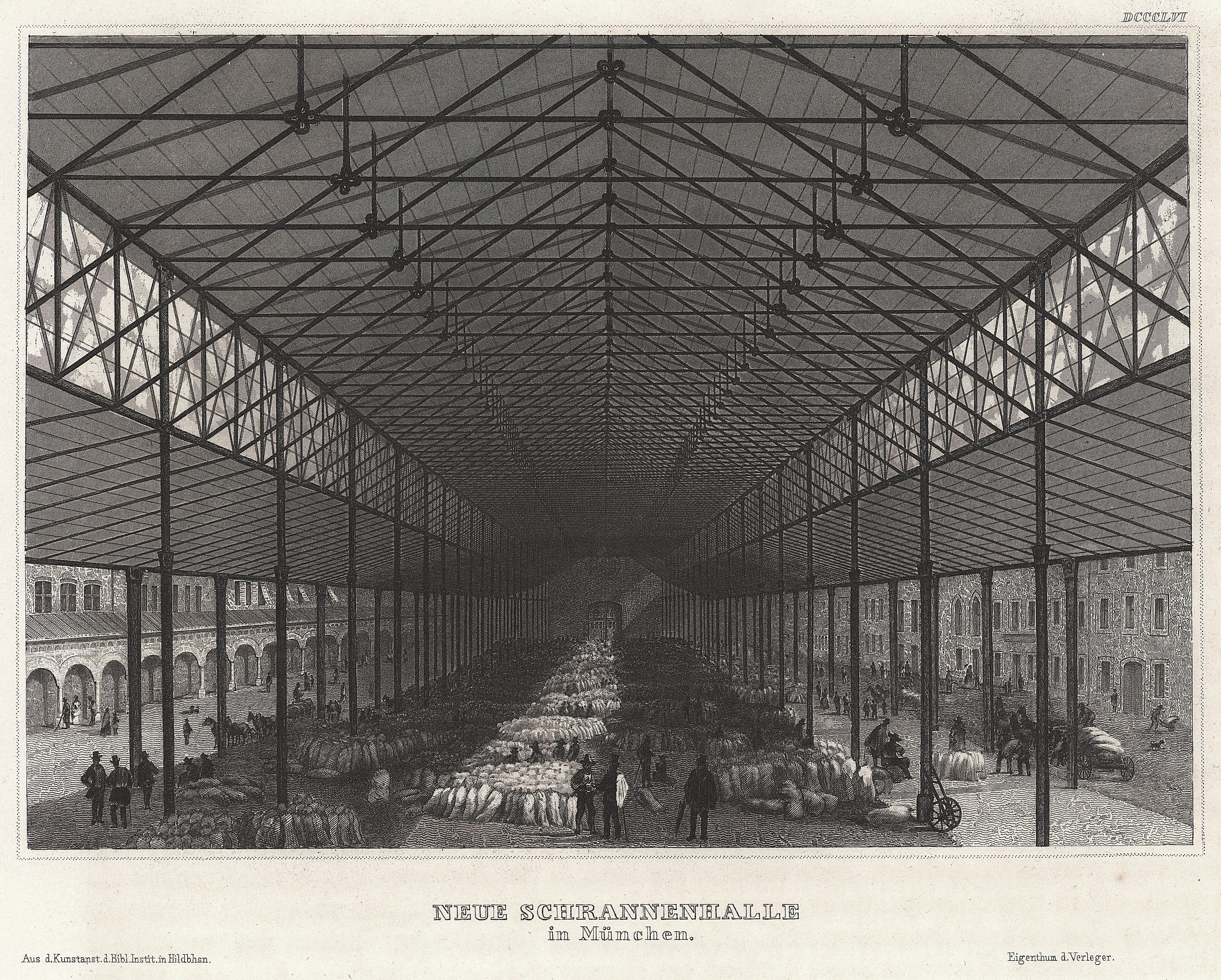
Die Maximilians-Schrannenhalle, 1857

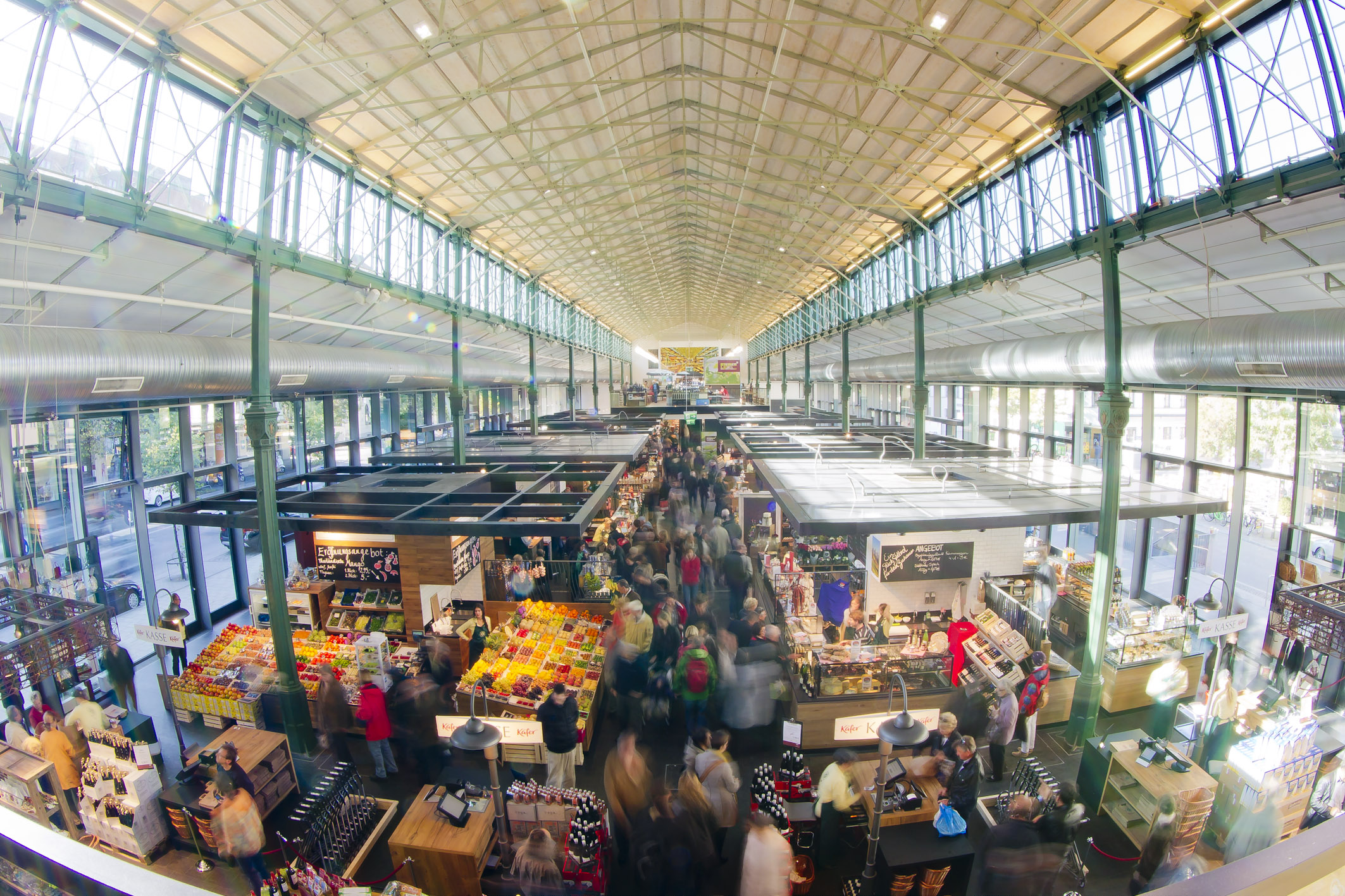
Schrannenhalle Neueröffnung im Oktober 2011

### 2011
2009 übernahm die Hammer AG das Erbbaurecht, wodurch eine Zwangsversteigerung der Schrannenhalle abgewendet werden konnte. Die neue Schranne wurde im Oktober 2011 als Markthalle für ein Sortiment aus Premiumprodukten eröffnet.
Das neue Konzept sah die Schranne als Markthalle für frische Spezialitäten vor. Auf einer Fläche von 3800 Quadratmetern befanden sich insgesamt 24 Händler. Später musste das Konzept mehrfach verändert werden, es kamen Imbissstände unter Lizenz prominenter Marken ins Haus und weitere Anbieter ohne Bezug zu Lebensmitteln. Bekannte Händler und Unternehmen waren unter anderem Feinkost Käfer, Butlers, Jochen Schweizer. Seit März 2012 war im Untergeschoss der Schrannenhalle ein Flagshipstore der Marke Milka eingerichtet. Laut Betreibern stand das neue Konzept der Schrannenhalle nicht in direkter Konkurrenz zum nahegelegenen Viktualienmarkt, vielmehr sollte das Angebot der Markthalle eine sinnvolle Ergänzung sowohl für Standbetreiber als auch für Kunden sein. Auch dieses Geschäftsmodell ging nicht auf, so dass die Schrannenhalle wieder schließen musste.

### 2015
Ende November 2015 wurde sie mit der italienischen Feinkostkette Eataly als Betreiber wieder eröffnet. Die Einbauten der vorherigen Betreiber wurden weitgehend entfernt, so dass der ursprüngliche Raumeindruck wieder annähernd erlebbar ist. Der Marktbereich ist seitdem geprägt von Lebensmitteln vorwiegend kleiner Hersteller aus Italien sowie im kleinen Rahmen auch aus Bayern. Dazu kommt im aufgeständerten Halbgeschoss ein Restaurant, das alle zwei Monate ein neues Konzept mit Spezialitäten aus wechselnden italienischen Provinzen anbietet. Im Untergeschoss befindet sich eine Kochschule. Als Non-Food-Anbieter ist Bianchi mit dem Verkauf von italienischen Fahrrädern vertreten.
Ob sich der Betrieb finanziell trägt, wurde in München am Anfang vielfach bezweifelt; das Unternehmen veröffentlicht keine Geschäftszahlen und bestreitet Probleme. Da Eataly im Jahr 2017 an die Börse gehen wollte, und die Filiale in München die einzige in Deutschland ist, wurde eine Einstellung des Betriebs in der Schrannenhalle und der Rückzug vom größten europäischen Markt vor dem Börsengang zunehmend für unwahrscheinlich gehalten.

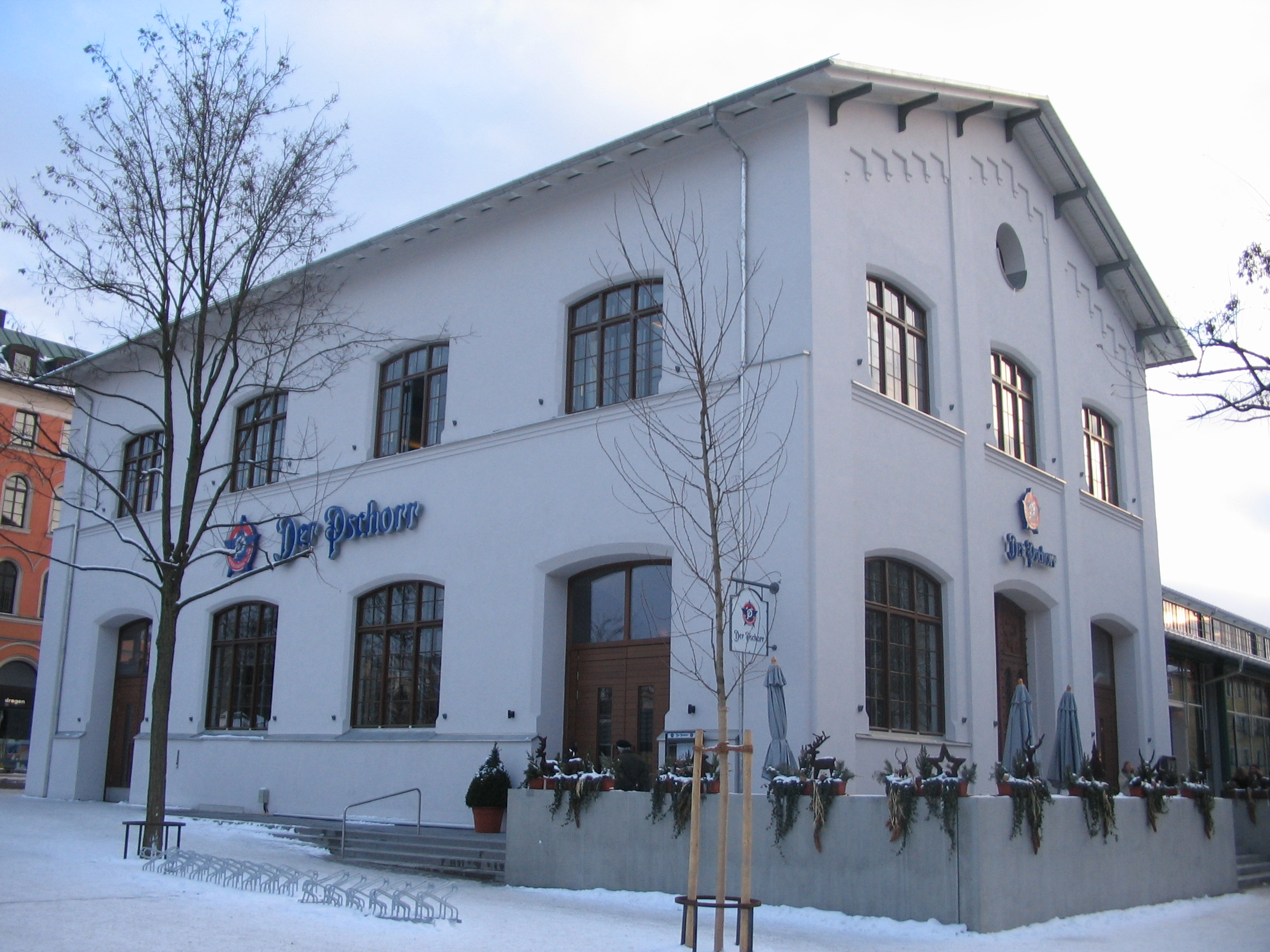
Der nördliche Kopfbau der Schrannenhalle
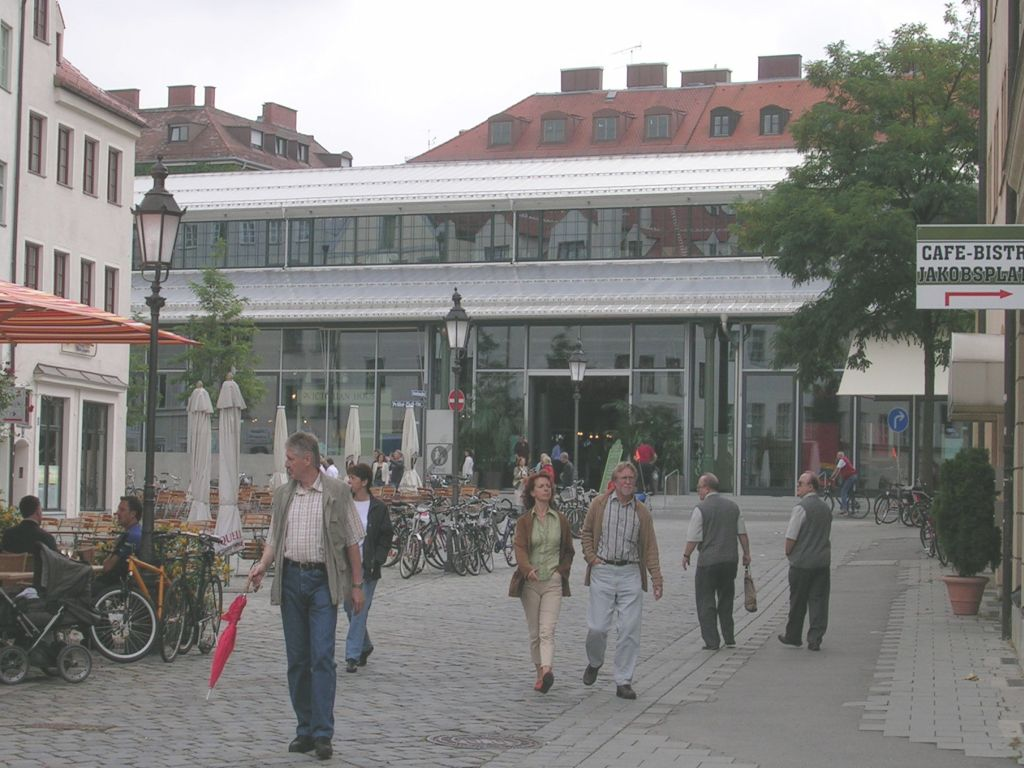
Schrannenhalle vom Stadtmuseum aus gesehen
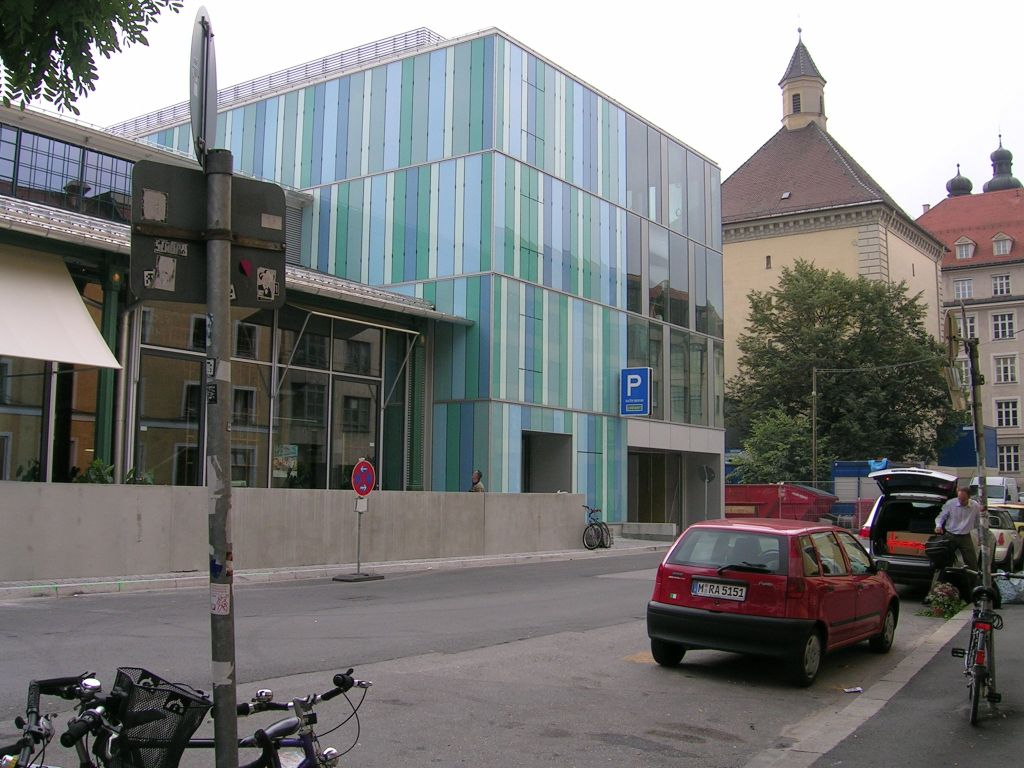
Der südliche Kopfbau der Schrannenhalle
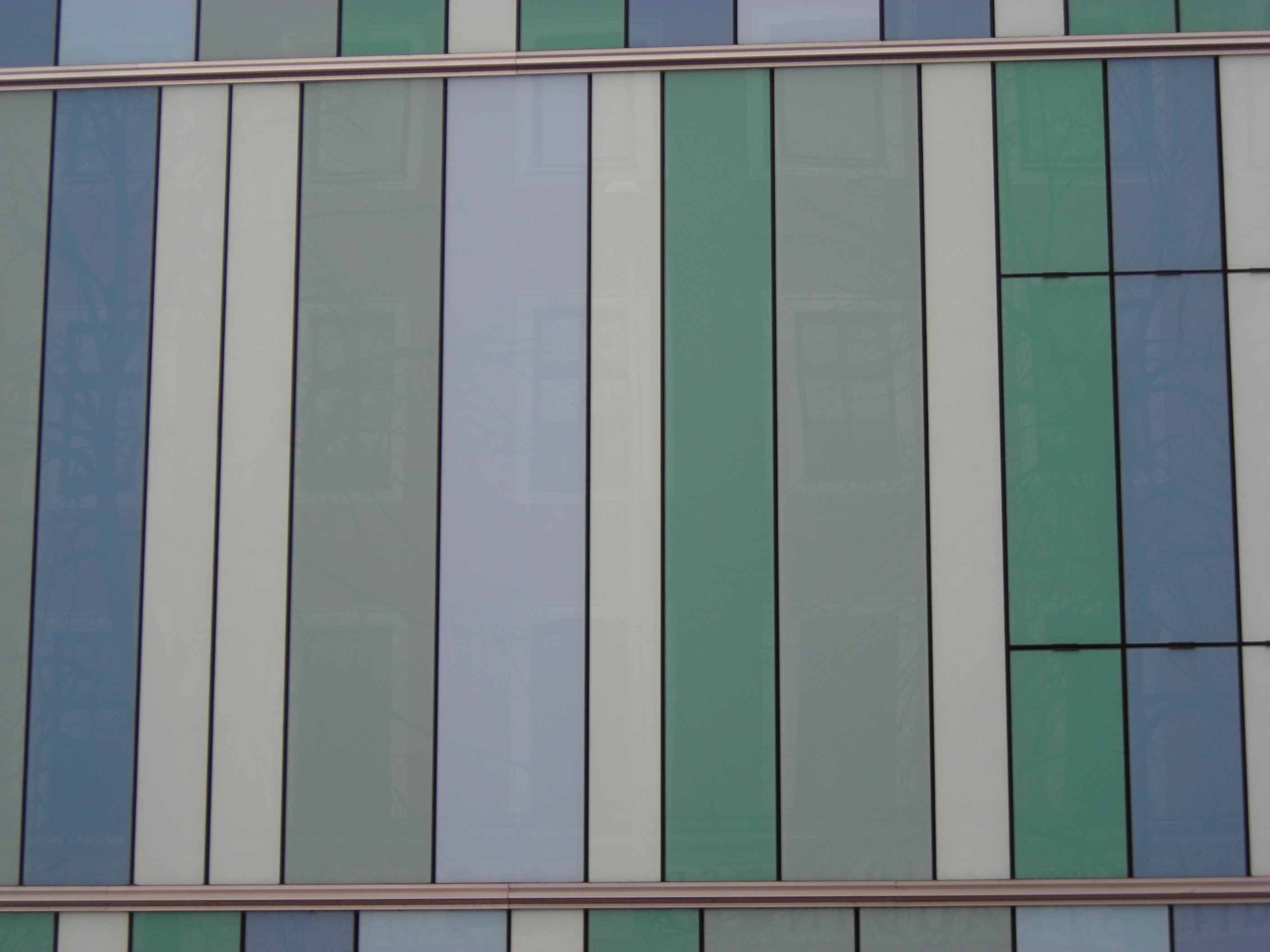
Glasfassade des Südbaus